# JC Ferrero Challenger Open 2024 - Doppio
Il doppio del torneo di tennis professionistico JC Ferrero Challenger Open 2024, facente parte della categoria Challenger 100 nell'ambito dell'ATP Challenger Tour 2024, si è giocato dal 30 settembre al 6 ottobre a Villena, in Spagna. Niki Kaliyanda Poonacha e Divij Sharan erano i detentori del titolo ma hanno scelto di partecipare con compagni diversi: Kaliyanda Poonacha ha giocato in coppia con Anirudh Chandrasekar mentre Sharan doveva giocare in coppia con Stefano Travaglia ma i due si sono ritirati prima dell'inizio del torneo.
In finale Anirudh Chandrasekar e Niki Kaliyanda Poonacha hanno sconfitto Romain Arneodo e Íñigo Cervantes con il punteggio di 7–6(2), 6–4.

## Teste di serie
1. Sander Arends /  Luke Johnson (primo turno)
2. Jeevan Nedunchezhiyan /  Vijay Sundar Prashanth (quarti di finale)

1. Karol Drzewiecki /  Piotr Matuszewski (primo turno)
2. Anirudh Chandrasekar /  Niki Kaliyanda Poonacha (campioni)

## Wildcard
1. Diego Augusto Barreto Sánchez /  Alejandro Manzanera Pertusa (primo turno)

1. Dali Blanch /  Carles Hernández (primo turno)

## Ranking protetto
1. Divij Sharan /  Stefano Travaglia (ritirati)

1. Zvonimir Babić /  Nicolas Moreno de Alboran (primo turno)

## Alternate
1. Rafael Izquierdo Luque /  Iván Marrero Curbelo (quarti di finale)

## Tabellone

### Legenda
| - Q = Qualificato - WC = Wild card - LL = Lucky loser | - ALT = Alternate - SE = Special Exempt - PR = Protected Ranking | - w/o = Walkover - r = Ritirato - d = Squalificato |

|  | Primo turno | Primo turno                            | Primo turno                            | Primo turno | Primo turno |  |  | Quarti di finale | Quarti di finale                    | Quarti di finale                    | Quarti di finale | Quarti di finale |   |    | Semifinali | Semifinali                          | Semifinali                          | Semifinali                                   | Semifinali                                   |   |   | Finale | Finale | Finale | Finale | Finale |  |
|  |             |                                        |                                        |             |             |  |  |                  |                                     |                                     |                  |                  |   |    |            |                                     |                                     |                                              |                                              |   |   |        |        |        |        |        |  |
|  | 1           | S Arends L Johnson                     | 1                                      | 6           | [8]         |  |  |                  |                                     |                                     |                  |                  |   |    |            |                                     |                                     |                                              |                                              |   |   |        |        |        |        |        |  |
|  |             | A Merino C Negritu                     | 6                                      | 3           | [10]        |  |  |                  | A Merino C Negritu                  | A Merino C Negritu                  | 63               | 4                |   |    |            |                                     |                                     |                                              |                                              |   |   |        |        |        |        |        |  |
|  | WC          | Dal Blanch C Hernández                 | 6                                      | 65          | [6]         |  |  |                  | R Arneodo Í Cervantes               | R Arneodo Í Cervantes               | 7                | 6                |   |    |            |                                     |                                     |                                              |                                              |   |   |        |        |        |        |        |  |
|  |             | R Arneodo Í Cervantes                  | 3                                      | 7           | [10]        |  |  |                  |                                     |                                     |                  |                  |   |    |            | R Arneodo Í Cervantes               | R Arneodo Í Cervantes               | 6                                            | 7                                            |   |   |        |        |        |        |        |  |
|  | 3           | K Drzewiecki P Matuszewski             | K Drzewiecki P Matuszewski             | 65          | 4           |  |  |                  |                                     |                                     | J Kym R Molleker | J Kym R Molleker | 4 | 63 |            |                                     |                                     |                                              |                                              |   |   |        |        |        |        |        |  |
|  | Alt         | R Izquierdo Luque I Marrero Curbelo    | R Izquierdo Luque I Marrero Curbelo    | 7           | 6           |  |  | Alt              | R Izquierdo Luque I Marrero Curbelo | R Izquierdo Luque I Marrero Curbelo | 2                | 4                |   |    |            |                                     |                                     |                                              |                                              |   |   |        |        |        |        |        |  |
|  |             | J Kym R Molleker                       | J Kym R Molleker                       | 6           | 6           |  |  |                  | J Kym R Molleker                    | J Kym R Molleker                    | 6                | 6                |   |    |            |                                     |                                     |                                              |                                              |   |   |        |        |        |        |        |  |
|  | WC          | DA Barreto Sánchez A Manzanera Pertusa | DA Barreto Sánchez A Manzanera Pertusa | 2           | 3           |  |  |                  |                                     |                                     |                  |                  |   |    |            | Romain Arneodo Íñigo Cervantes      | Romain Arneodo Íñigo Cervantes      | 62                                           | 4                                            |   |   |        |        |        |        |        |  |
|  |             | J Paul M Vocel                         | J Paul M Vocel                         | 6           | 7           |  |  |                  |                                     |                                     |                  |                  |   |    |            |                                     | 4                                   | Anirudh Chandrasekar Niki Kaliyanda Poonacha | Anirudh Chandrasekar Niki Kaliyanda Poonacha | 7 | 6 |        |        |        |        |        |  |
|  | PR          | Z Babić N Moreno de Alboran            | Z Babić N Moreno de Alboran            | 3           | 63          |  |  |                  | J Paul M Vocel                      | 65                                  | 6                | [7]              |   |    |            |                                     |                                     |                                              |                                              |   |   |        |        |        |        |        |  |
|  |             | D Pichler D Vega Hernández             | D Pichler D Vega Hernández             | 2           | 2           |  |  | 4                | A Chandrasekar N Kaliyanda Poonacha | 7                                   | 3                | [10]             |   |    |            |                                     |                                     |                                              |                                              |   |   |        |        |        |        |        |  |
|  | 4           | A Chandrasekar N Kaliyanda Poonacha    | A Chandrasekar N Kaliyanda Poonacha    | 6           | 6           |  |  |                  |                                     |                                     |                  |                  |   |    | 4          | A Chandrasekar N Kaliyanda Poonacha | A Chandrasekar N Kaliyanda Poonacha | 6                                            | 7                                            |   |   |        |        |        |        |        |  |
|  |             | M Geerts P Niklas-Salminen             | M Geerts P Niklas-Salminen             | 3           | 5           |  |  |                  |                                     |                                     | C Crețu V Royer  | C Crețu V Royer  | 3 | 65 |            |                                     |                                     |                                              |                                              |   |   |        |        |        |        |        |  |
|  |             | C Crețu V Royer                        | C Crețu V Royer                        | 6           | 7           |  |  |                  | C Crețu V Royer                     | 6                                   | 68               | [10]             |   |    |            |                                     |                                     |                                              |                                              |   |   |        |        |        |        |        |  |
|  |             | R Bertrand B Paire                     | R Bertrand B Paire                     | 65          | 3           |  |  | 2                | J Nedunchezhiyan VS Prashanth       | 3                                   | 710              | [7]              |   |    |            |                                     |                                     |                                              |                                              |   |   |        |        |        |        |        |  |
|  | 2           | J Nedunchezhiyan VS Prashanth          | J Nedunchezhiyan VS Prashanth          | 7           | 6           |  |  |                  |                                     |                                     |                  |                  |   |    |            |                                     |                                     |                                              |                                              |   |   |        |        |        |        |        |  |